# Calycella gracilis
Calycella gracilis is een hydroïdpoliep uit de familie Campanulinidae. De poliep komt uit het geslacht Calycella. Calycella gracilis werd in 1897 voor het eerst wetenschappelijk beschreven door Hartlaub. 